# Shelfordia capensis
Shelfordia capensis är en stekelart som först beskrevs av Cameron 1904.  Shelfordia capensis ingår i släktet Shelfordia och familjen bracksteklar. Inga underarter finns listade i Catalogue of Life.